# Chaki
Chaki (Chakki) és un riu del Panjab al districte de Gurdaspur. Neix a les muntanyes d'Himachal Pradesh, entrant al Panjab on forma el límit oriental del districte de Gurdaspur i rep les aigües de nombrosos rius de muntanya especialment de les muntanyes Chamba. A uns 5 km al sud de Pathankot es divideix en dues branques, una que corre al sud fins a desaiguar al riu Beas prop de Mirthal i una altra que corre al sud-oest per desaiguar al Ravi però no hi arriba per una sèrie de preses que condueixen l'agua al Canal de Bari-Doab que finalment també arriba al Beas.